# Hunspach
Hunspach is een gemeente in het Franse departement Bas-Rhin (regio Grand Est). De gemeente maakt deel uit van het kanton Wissembourg in het arrondissement Haguenau-Wissembourg. Hunspach is lid van Les Plus Beaux Villages de France. Hunspach telde op 1 januari 2022 625 inwoners.

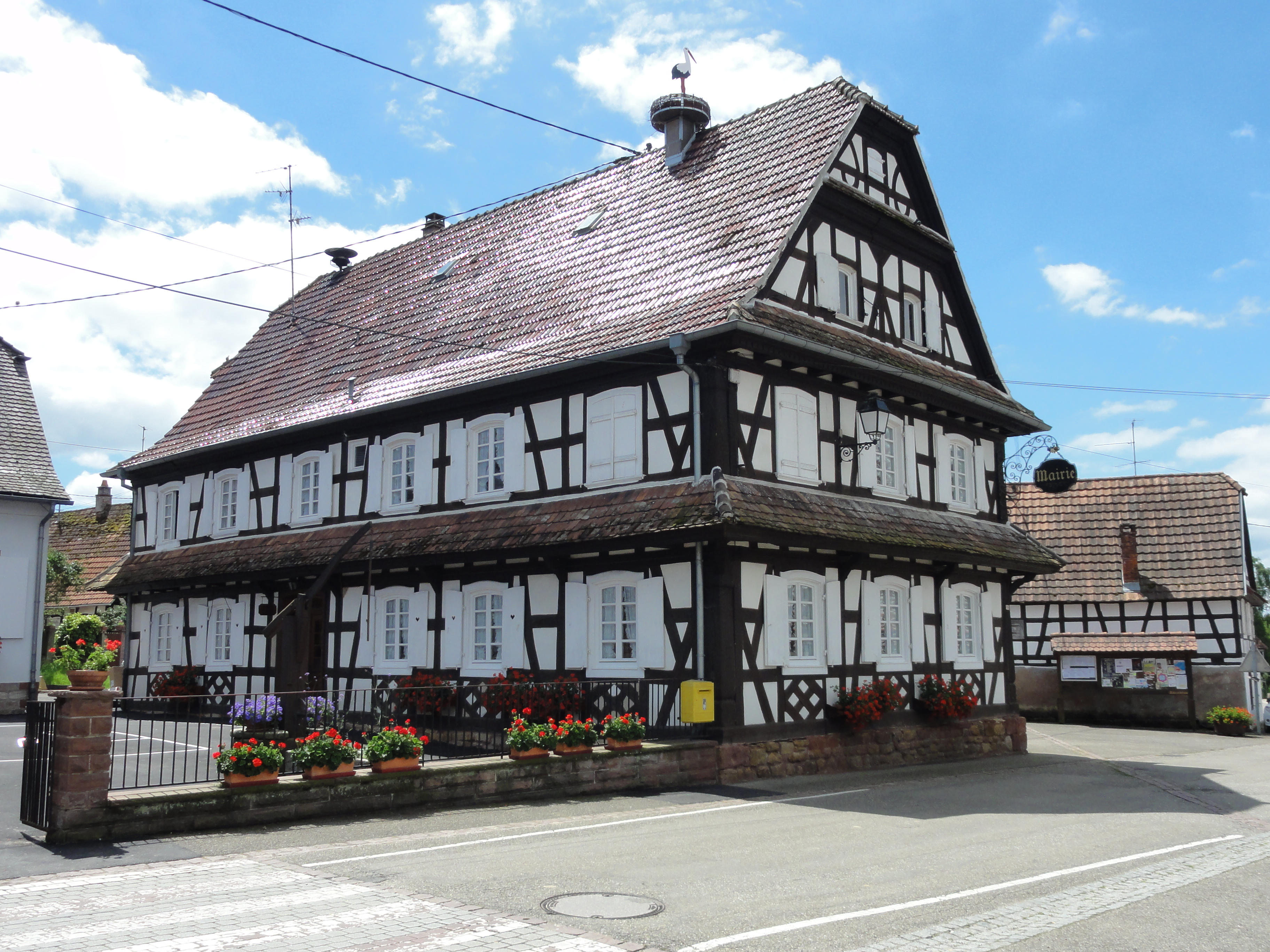
Gemeentehuis

## Geschiedenis
Hunspach behoorde tot het kanton Soultz-sous-Forêts in het arrondissement Wissembourg. Bij een kantonale herindeling werden deze opgeheven op 1 januari 2015, en Hunspach werd ondergebracht in het kanton Wissembourg in het arrondissement Haguenau-Wissembourg.

## Geografie
De oppervlakte van Hunspach bedroeg op 1 januari 2022 5,49 vierkante kilometer; de bevolkingsdichtheid was toen 113,8 inwoners per km². 

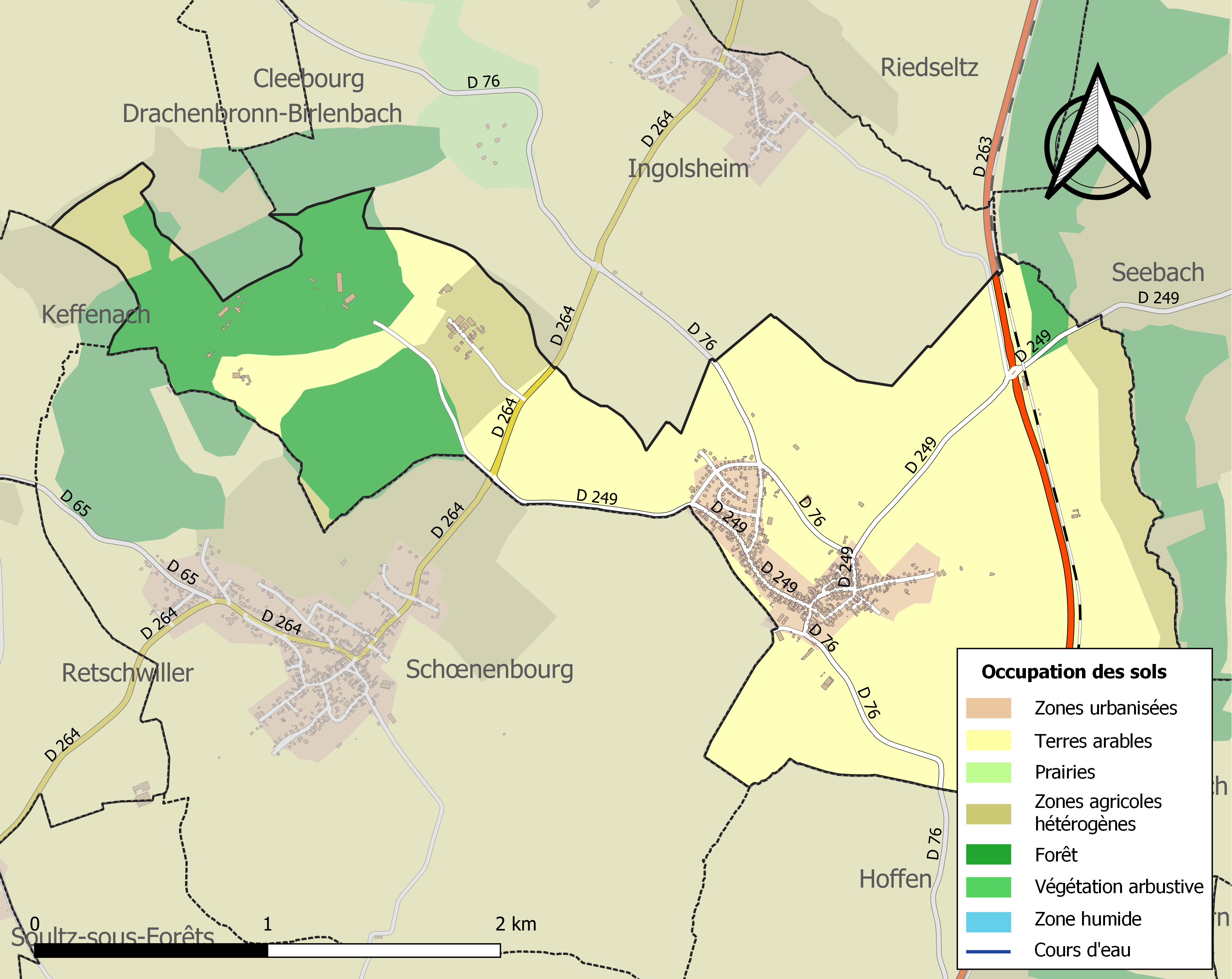
Kaart van de gemeente met de belangrijkste infrastructuur, bodemgebruik en omliggende gemeenten

## Demografie
Onderstaande figuur toont het verloop van het inwonertal (bron: INSEE-tellingen).

## Verkeer en vervoer
In de gemeente staat het spoorwegstation Hunspach.